# Ojaszumi Paradox/Jenny va gokigen naname
Az Ojaszumi Paradox/Jenny va gokigen naname (おやすみパラドックス/ジェニーはご機嫌ななめ, ’Jó éjszakát-paradoxon/Jenny rossz hangulatban van’) Jakusimaru Ecuko japán zenész bemutatkozó dupla A oldalas kislemeze, mely 2009. október 21-én jelent meg a Starchild gondozásában.
A kislemez a huszonegyedik helyen mutatkozott be az Oricon heti eladási listáján, és az Ojaszumi Paradox videóklipje elnyerte a Space Shower Music Video Awards legjobb alternatív videójának járó díját.

## Háttér
A kiadvány Jakusimaru első saját, a Szótaiszeirirontól különálló lemeze. Az Ojaszumi Paradox a Nacu no arasi! Sunkafuju-csú című televíziós animesorozat nyitófőcím dala volt.
A kiadvány első nyomott példányai mellé áruházanként eltérő (Disk Union, HMV, Shinseido, Tower Records, Tsutaya, illetve minden egyéb bolt), egy a Jakusimaru által tervezett Jakusimaru Ecuko kaszanete Sticker (やくしまるえつこ かさねてステッカー) nevű hat különálló matricából álló csomag más-más elemét is mellékelték.

## Számlista
Összes hangszerelés: Csikada Haruo
1. Ojaszumi Paradox (おやすみパラドックス?, ’Jó éjszakát-paradoxon’) [4:38]
dalszöveg: Tika α, zene: Csikada Haruo
2. Jenny va gokigen naname (ジェニーはご機嫌ななめ?, ’Jenny rossz hangulatban van’) [3:56]
dalszöveg: Okijama Júdzsi, zene: Takahasi Jukihiro
az eredetileg 1980-ban megjelent Juicy Fruits-dal feldolgozása
3. Ojaszumi Paradox (Off Vocal Ver.) [4:38]
4. Jenny va gokigen naname (Off Vocal Ver.) [3:56]

## Videóklipek
Az Ojaszumi Paradox videóklipjét a Szótaiszeiriron Dzsigoku szenszei (地獄先生, ’Pokol-tanár’) című videóját is jegyző Tominaga Maszanori rendezte. A klip egy nagyvárosi gyárban játszódik, ahol a gyár tulajdonosa megpróbálja megállítani az épület lefoglalását és a lánya elhurcolását. A dal teljes hosszúságú videóját a Myspace-en tették közzé korlátozott ideig, míg a 90 másodperces változata Jakusimaru weboldalán volt elérhető.
A Jenny va gokigen naname videóklipjében radiesztézia-pálcákat tartó lebegő kézpár látható. A videóklip rövidített, „a séta kezdete-változat” (お散歩開始バージョン) című 70 másodperces verziója Jakusimaru weboldalán volt elérhető, a teljes hosszúságú verzió csak később jelent meg.

## Díjak
| Év   | Díjátadó                        | Kategória                |
| ---- | ------------------------------- | ------------------------ |
| 2010 | Space Shower Music Video Awards | Legjobb alternatív videó |

## Fordítás
- Ez a szócikk részben vagy egészben az おやすみパラドックス/ジェニーはご機嫌ななめ című japán Wikipédia-szócikk ezen változatának fordításán alapul.  Az eredeti cikk szerkesztőit annak laptörténete sorolja fel. Ez a jelzés csupán a megfogalmazás eredetét és a szerzői jogokat jelzi, nem szolgál a cikkben szereplő információk forrásmegjelöléseként.